# An Ocean Between Us
An Ocean Between Us är det amerikanska metalcore-bandet As I Lay Dyings fjärde studioalbum. Det släpptes i augusti 2007 på Metal Blade Records i USA och i Europa och Japan, samt 2013 i Taiwan. Skivan släpptes också på vinyl. Jacob Bannon (Converge) gjorde omslaget.
Det var bandets första skiva med basisten Josh Gilbert, som medverkade som sessionmusiker under inspelningarna, men blev fast medlem innan albumet gavs ut.
An Ocean Between Us innebar bandets bästa placering på Billboard-listan med en åttondeplats.
Två singlar släpptes från albumet: "Nothing Left" och "The Sound of Truth".
Fyra musikvideor spelades in: "Nothing Left", "Within Destruction", "I Never Wanted" och "The Sound of Truth".

## Låtlista
1. "Separation" (instrumental) – 1:15
2. "Nothing Left" – 4:01
3. "An Ocean Between Us" – 4:10
4. "Within Destruction" – 3:54
5. "Forsaken" – 5:18
6. "Comfort Betrays" – 2:50
7. "I Never Wanted" – 4:44
8. "Bury Us All" – 2:23
9. "The Sound of Truth" – 4:20
10. "Departed" (instrumental) – 1:40
11. "Wrath upon Ourselves" – 4:01
12. "This Is Who We Are" - 4:54

## Medverkande
Musiker
- Tim Lambesis – sång
- Nick Hipa – gitarr, bakgrundssång
- Phil Sgrosso – gitarr, keyboard, piano, bakgrundssång
- Jordan Mancino – trummor

Bidragande musiker
- Josh Gilbert – basgitarr, sång
- Chad Ackerman – bakgrundssång
- Duane Reed – bakgrundssång
- Tommy Garcia – bakgrundssång

Produktion
- Adam Dutkiewicz – producent
- Tim Lambesis – producent
- Andy Sneap – gitarrtekniker
- Colin Richardson – mixning
- Matt Hyde – mixning
- Daniel Castleman – inspelningstekniker, mixning
- Ten Jensen – mastering
- Jacob Bannon – omslagskonst, layout